# Астахов, Сергей Валентинович
Серге́й Валенти́нович Аста́хов (род. 8 ноября 1953, с. Селищи, Мордовская АССР) — советский и российский кинооператор.

## Биография
Сергей Астахов родился в селе Селищи Мордовской АССР 8 ноября 1953 года в семье киномеханика. В 1971 году окончил Селищинскую среднюю школу. До 1974 года работал киномехаником в Селищах. В 1974—1975 годах был выездным фотографом Краснослободского КБО. В 1975—1980 годах учился во ВГИКе (мастерская Л. В. Косматова), после окончания которого стал оператором на киностудии «Ленфильм».
Сергей Астахов занимается конструированием съёмочного оборудования. В 2010 году был награждён премией «Операторское признание» на церемонии вручения премий гильдии кинооператоров России «Белый квадрат».

## ДТП
Поздним вечером 20 ноября 2000 года, близ г. Кандалакша Мурманской области, где шли съёмки фильма «Река» («На краю земли») режиссёра Алексея Балабанова, автомобиль, за рулём которого находился Сергей Астахов, попал в аварию — водитель не справился с управлением. В машине находились ещё четыре человека: актриса Туйара Свинобоева (исполнительница главной роли), 5-летний сын режиссёра Пётр и два члена съёмочной группы «Ленфильма». Актриса получила тяжелые травмы и через три часа скончалась в местной больнице, пострадали все пассажиры. Съёмки фильма были прекращены. Слухи о разрыве с Балабановым были ложными.

## Награды и номинации
- Благодарность Министра культуры Российской Федерации (5 ноября 2003 года) — за многолетний плодотворный труд, за большой вклад в развитие отечественного киноискусства, а также в связи с 50-летием со дня рождения[3].
- * Медаль имени Михаила Чехова (2018, Дом русского зарубежья имени Александра Солженицына).
- Приз "BAFTA" (The British Academy of Film&Television Arts) (1996) За лучшую операторскую работу, фильм "Преступление волка"
- Премия Золотая камера МКФ в Македонии (1997) — «Брат» реж. А. Балабанов
- Премия Золотой овен (1998)[4] — «Про уродов и людей» реж. А. Балабанов
- Номинация на премию Ника (1998) за лучшую операторскую работу[5] — «Про уродов и людей»
- Премия Золотой овен (2002) — «Война», реж. А. Балабанов
- Номинация на премию Ника (2002) за лучшую операторскую работу[6] — «Война»
- Государственная премия Российской Федерации (1999) — «В той стране» реж. Л. Бобровой
- Государственная премия Российской Федерации (2001) — «Граница. Таёжный роман», реж. А. Митты
- Премия Гильдии кинооператоров России «Белый квадрат» — «Операторское признание» (2010)
- Приз за лучшую операторскую работу на кинофестивале «Виват кино России!» (2013) — «Метро» (реж. Антон Мегердичев)[7]
- Премия «Ника» за лучшую операторскую работу (2014) — «Метро»
- Премия «Ника» за лучшую операторскую работу (2018) — «Салют-7»

## Избранная фильмография
- 1983 — Скорость (реж. Дмитрий Светозаров)
- 1983 — Влюблён по собственному желанию (реж. Сергей Микаэлян)
- 1984 — Букет мимозы и другие цветы (реж. Михаил Никитин)
- 1985 — Рейс 222 (реж. Сергей Микаэлян)
- 1986 — Прорыв (реж. Дмитрий Светозаров)
- 1988 — День ангела (реж. Николай Макаров, Сергей Сельянов)
- 1988 — Штаны (реж. Валерий Приёмыхов)
- 1988 — Хлеб — имя существительное (реж. Григорий Никулин)
- 1990 — Духов день (реж. Сергей Сельянов)
- 1990 — Приключения Пифа (телеспектакль)
- 1990 — Сказка о потерянном времени (телеспектакль)
- 1991 — Ой, вы, гуси (реж. Лидия Боброва)
- 1991 — Счастливые дни (реж. Алексей Балабанов)
- 1992 — Два капитана 2 (реж. Сергей Дебижев)
- 1997 — Брат (реж. Алексей Балабанов, сыграл дальнобойщика в последней сцене, потому что к концу съёмок выяснилось, что съемочной группе не удастся найти на короткий эпизод подходящего актера, умеющего управлять грузовым автомобилем, а каскадеры не устраивали Балабанова по игре[8])
- 1997 — В той стране (реж. Лидия Боброва, в соавторстве с Валерием Ревичем)
- 1997 — Змеиный источник (реж. Николай Лебедев)
- 1998 — Про уродов и людей (реж. Алексей Балабанов)
- 1998 — Тоталитарный роман (реж. Вячеслав Сорокин, в соавторстве с Валерием Мироновым)
- 2000 — Брат 2 (реж. Алексей Балабанов)
- 2002 — Река, к/м (реж. Алексей Балабанов)
- 2002 — Война (реж. Алексей Балабанов)
- 2003 — Бедный, бедный Павел (реж. Виталий Мельников)
- 2004 — Чудная долина (реж. Рано Кубаева)
- 2005 — Дело о «Мёртвых душах» (реж. Павел Лунгин, телесериал)
- 2006 — Мне не больно (реж. Алексей Балабанов)
- 2007 — Агитбригада «Бей врага!» (реж. Виталий Мельников)
- 2009 — Анна Каренина (реж. Сергей Соловьёв, в соавторстве с Юрием Клименко)
- 2011 — Поклонница (реж. Виталий Мельников)
- 2011 — Три дня с придурком (реж. Алексей Козлов)
- 2012 — Мор зверей (реж. Александр Оксас, Пётр Шумин)
- 2013 — Метро (реж. Антон Мегердичев, в соавторстве с Сергеем Шульцем)
- 2015 — Развод по собственному желанию (реж. Илья Северов)
- 2017 — Салют-7 (реж. Клим Шипенко)
- 2019 — Элефант (реж. Алексей Красовский)
- 2019 — Праздник (реж. Алексей Красовский)
- 2022 — Родители строгого режима (реж. Никита Владимиров)
- 2022 — Сердце Пармы (реж. Антон Мегердичев)